# 山木戸克己
山木戸 克己（やまきど こっき / こくき、1910年（明治43年）10月21日 - 2003年（平成15年）4月16日）は、日本の法学者。専門は、民事訴訟法・民事執行法・民事保全法・破産法・人事訴訟法・家事審判法・非訟事件手続法。学位は、法学博士（京都大学・論文博士・1962年）。神戸大学名誉教授。日本民事訴訟法学会名誉会員。日本学術会議会員、日本民事訴訟法学会理事長を歴任。

## 略歴
専門は、民事訴訟法・民事執行法・民事保全法・破産法・人事訴訟法・家事審判法・非訟事件手続法等。神戸大学名誉教授。元日本民事訴訟法学会理事長。元日本民事訴訟法学会名誉会員。元日本学術会議会員（第八期・第九期）。

## 業績・研究
訴訟法の領域だけではなく実体法にも造詣の深い訴訟法学者であり、訴訟法と実体法の架橋を常に念頭に置いた上で独自の訴訟法体系の樹立を試みていた。理論的でありながら、実務にも受け入れられるバランスの取れた論考が多い。
- 「訴訟上の請求について」という論文において、ドイツや日本における訴訟物論争を概観し新訴訟物理論を批判した上で、独自の訴訟物理論を詳細に展開している。
- 「訴訟における当事者権」という論文において、当事者に手続上認められた権利（当事者権）に着目して、訴訟事件に対する非訟事件の特性を分析しており、これは戦後の民事訴訟法学における手続保障論の皮切り（第一の波）となっている。
- 破産法の破産管財人の地位の法的性質論で、現在ほぼ通説となっている「管理機構人格説」の提唱者である。

85歳まで教壇に立ち続け、90歳を超えるまで研究活動を行っていた。著書の『破産法』や『民事執行・保全法講義』は、つい最近まで広く教科書として用いられていた。

## 経歴
- 1910年（明治43年） 山口県吉敷郡仁保村大字仁保下郷（現：山口市仁保下郷）にて出生
- 1932年（昭和7年） 旧制山口高等学校文科乙類卒業
- 1935年（昭和10年） 京都帝国大学法学部卒業、高等試験司法科試験合格、5年間弁護士業務に従事
- 1943年（昭和18年） 関西大学教授
- 1949年（昭和24年） 神戸経済大学教授
- 1953年（昭和28年） 神戸大学法学部教授
- 1962年（昭和37年） 法学博士の学位を京都大学より取得
- 1967年（昭和42年） 神戸大学法学部長・法学研究科長
- 1968年（昭和43年）
  - 司法試験第二次試験考査委員（昭和45年まで）
  - 法制審議会民事訴訟法部会委員・強制執行制度部会委員
  - 第八期日本学術会議会員
- 1969年（昭和44年） 中田淳一の急逝に伴い、日本民事訴訟法学会理事長代行
  - 1970年（昭和45年）
  - 大学設置審議会専門委員
  - 日本民事訴訟法学会理事長
- 1971年（昭和46年） 第九期日本学術会議会員
- 1974年（昭和49年） 神戸大学定年退官、同大学名誉教授
- 1995年（平成7年）まで 大阪学院大学法学部教授
- 2003年（平成15年）4月16日 脳卒中で逝去

## 著書

### 単著
- 『民事訴訟法講義』（三和書房、初版1950年、改訂版1954年）…1986年24刷に至るまで増刷され続けた。
- 『強制執行法講義』（三和書房、1950年）
- 『破産法講義』（三和書房、1952年）
- 『人事訴訟手続法・家事審判法』（有斐閣・法律学全集38、1958年）…人事訴訟手続法について、晩年改訂の作業を進めていたが、体調との関係で断念している。
- 『民事訴訟理論の基礎的研究』（有斐閣、1961年）…前期の論文集。
- 『破産法』（青林書院・現代法律学全集24、1974年）
- 『民事執行法講義』（有斐閣、1984年）
- 『民事訴訟法論集』（有斐閣、1990年）…後期の論文集。
- 『民事執行・保全法講義』（有斐閣、1992年）…福永有利『民事執行法・民事保全法』（有斐閣、2007年）は単著として出版されているが、もともとはこの本を改訂する企図であったので、この本の記述をそのまま用いている箇所が多い。
- 『民事訴訟法判例研究』（有斐閣、1996年）

### 共著
- 吉川大二郎・山木戸克己『民事訴訟法』（評論社・法律学全書23、1952年）…判決手続は山木戸、強制執行手続は吉川、という分担である。

### 分担執筆
- 竹田省=末川博編『解説民事裁判例第一輯』（日光書院、1942年）
- 竹田省=末川博編『解説民事裁判例第二輯』（日光書院、1943年）
- 中川善之助編『註釈親族法（下）』（有斐閣、1952年）
- 中川善之助編『註釈相続法（上）』（有斐閣、1954年）
- 中川善之助編『註釈相続法（下）』（有斐閣、1955年）
- 谷口知平編『注釈民法（25）相続（2）』（有斐閣、1960年）

## 主要論文

### 民事訴訟法（主要）
- 「訴訟法学における権利既存の観念」（1953年）
- 「訴訟と権利の行使」（1955年）
- 「訴訟における契約解除ならびに相殺―訴訟における私法行為と訴訟行為に関する一考察―」（1955年）
- 「訴訟における当事者権―訴訟と非訟の手続構造の差異に関する一考察―」（1959年）
- 「訴訟上の請求について」（1961年）
- 「民事訴訟と信義則」（1962年）
- 「弁論主義の法構造―弁論権および当事者責任との関連における試論―」（1970年）
- 「自由心証と挙証責任」（1976年）
- 「判決の証明効」（1978年）…これに関連するものとして、伊藤眞「補助参加の利益再考―判決の証明効に対する疑問―」（1995年）がある。
- 「訴えの利益の法的構造―訴えの利益論覚え書―」（1981年）

### その他（民事訴訟・民事執行・人事訴訟・非訟事件・家事審判等）
- 「和解に関する一考察」（1941年）
- 「家事審判の効力」（1949年）
- 「離婚の四形態」（1949年）
- 「訴訟と家事審判」（1951年）
- 「和解手続の対象―和解手続と契約の公証―」（1952年）
- 「離婚原因の相対化と離婚訴訟」（1953年）
- 「公正証書の本質」（1954年）
- 「公示催告手続の性質と除権判決の効力―訴訟手続と非訟事件手続の区別に関連して―」（1955年）
- 「追加的共同訴訟」（1956年）
- 「審判」（1957年）
- 「幼児の引渡」（1964年）
- 「満足的仮処分」（1966年）
- 「任意競売における競落人の地位―競売手続と所有者の手続保障―」（1972年）
- 「任意競売と配当手続―任意競売における配当と不当利得―」（1972年）
- 「担保権実行手続の改革―強制執行法要綱案（第一次試案）に関連して―」（1972年）
- 「法律行為の効力確認訴訟の適法性」（1972年）